# Ephydra orichalcea
Ephydra orichalcea är en tvåvingeart som beskrevs av Gimmerthal 1847. Ephydra orichalcea ingår i släktet Ephydra och familjen vattenflugor. Inga underarter finns listade i Catalogue of Life.